# Anthomyia imbrida
Anthomyia imbrida este o specie de muște din genul Anthomyia, familia Anthomyiidae, descrisă de Camillo Rondani în anul 1866. Conform Catalogue of Life specia Anthomyia imbrida nu are subspecii cunoscute.